# John Haig (Unternehmer)

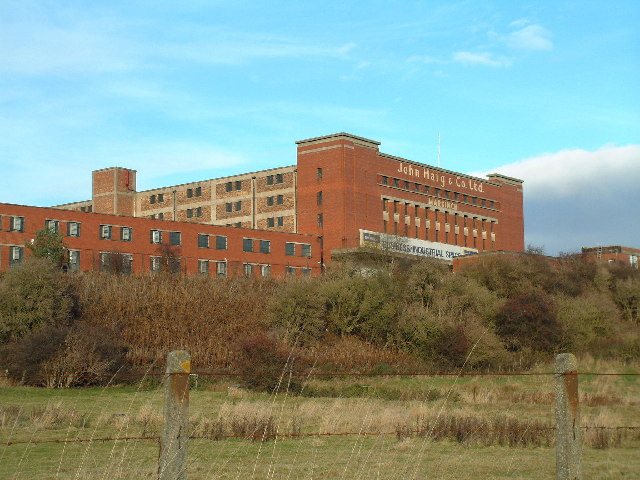
Ehemaliges Hauptquartier in Markinch

John Haig (* 24. Oktober 1802; † 20. März 1878) war ein britischer Unternehmer und Gründer der bekannten Whiskymarke Haig.
Er entstammte einer niederadligen schottischen Familie, dem Clan Haig. Er war der Sohn des William Haig (1771–1847), Profoss der University of St Andrews, aus dessen Ehe mit Janet Stein.
Viele seiner Vorfahren und Verwandten, sowohl auf väterlicher als auch auf mütterlicher Seite, betrieben bereits Whisky-Brennereien. Er gründete 1824 die Whisky-Brennerei Cameronbridge und die Firma John Haig & Co Ltd.
1865 war er Gründungsmitglied der Scotch Distillers Association, eines Zusammenschlusses der Produzenten von Grain Whisky, aus dem sich später die Distiller Company Ltd (DCL) bildete und deren Mitglieder 1877 75 % der Grain-Whisky-Produktion kontrollierten. Nach seinem Tod wurde seine Firma bis 1919 schrittweise von der DCL übernommen. Die Brennerei gehört heute zur Diageo-Gruppe.
1839 heiratete er Rachel Mackerras Veitch († 1879). Mit ihr hatte er mindestens fünf Söhne und drei Töchter. Einer seiner jüngeren Söhne war der britische Feldmarschall Douglas Haig, 1. Earl Haig (1861–1928).